# Mednarodno kazensko sodišče
Mednarodno kazensko sodišče  s sedežem v nizozemskem Haagu je nastalo na podlagi Rimskega statuta, ki je v veljavo stopil 1. julija 2002. Obravnava najtežja hudodelstva, ki zadevajo mednarodno skupnost kot celoto: genocid, zločine proti človeštvu, vojne zločine in agresijo.

## Nastanek sodišča
Generalna skupščina OZN je 1948 zaprosila Komisijo za mednarodno pravo, naj preuči možnosti za ustanovitev stalnega mednarodnega kazenskega sodišča. Prvi predlogi zanj so bili predloženi 1951 in 1953, vendar je zaradi blokovske razdeljenosti sveta v času hladne vojne to postalo obrobnega pomena. 
Zamisel je oživela 1990 in 1992, komisija pa je Generalni skupščini osnutek novega statuta predlagala 1993, nato so ga naslednje leto popravili. 11. aprila 2002 je 66 držav članic (od 139 držav podpisnic) deponiralo  instrumente ratifikacije, statut sodišča pa je začel veljati 1. julija 2002.

### Strani ZN in MKS
- Uradna stran sodišča (v angleščini)
- Stran OZN o Rimskom statutu (v angleščini)
- Slovenski zakon o ratifikaciji Rimskega statuta Mednarodnega kazenskega sodišča

### Druge strani
- Koalicija za MKS (v angleščini)